# Маханяд-Пусъяха
Маханяд-Пусъяха (устар. Маханяд-Пус-Яха) — река в России, протекает по территории Надымского района Ямало-Ненецкого автономного округа. Устье реки находится в 107 км по правому берегу реки Ярудей. Длина реки — 104 км. В водном реестре верховье реки носит название Правая Пус-Яха, что не соответствует картам.

## Притоки
- 16 км: Ерпусъяха (лв)
- 76,2 км: Пусъяха (пр)
- 93 км: Паровы-Яха (пр)

## Данные водного реестра
По данным государственного водного реестра России относится к Нижнеобскому бассейновому округу, водохозяйственный участок реки — Надым. Речной бассейн реки — Надым.
Код объекта в государственном водном реестре — 15030000112115300051689.